# Matthias Sindelar
Pour les articles homonymes, voir Sindelar.
Matthias Sindelar, de son nom de naissance Matěj Šindelář, né le 10 février 1903 à Kozlov et mort le 23 janvier 1939 à Vienne, est un footballeur austro-hongrois puis autrichien, évoluant au poste d'attaquant de la fin des années 1910 jusqu'à la fin des années 1930.
Double champion d'Autriche et sextuple vainqueur de la Coupe d'Autriche avec son club, il est le meneur de l'équipe de la Wunderteam.
Après l'Anschluss, Sindelar refuse de porter le maillot du Troisième Reich. Traqué pendant plusieurs mois par les nazis, il meurt en janvier 1939 officiellement d'une asphyxie, bien qu'il soit probable qu'il ait été assassiné, ou qu'il se soit suicidé.
Après son décès, 15 000 personnes assistent aux funérailles de celui qui est considéré comme le « plus grand footballeur autrichien de tous les temps », mais aussi comme un résistant qui aura refusé de collaborer avec l'Allemagne et qui l'aura payé de sa vie.
Il reste toujours un exemple du football autrichien, de par sa virtuosité, sa finesse, son habileté, lui permettant de marquer ses très nombreux buts sous les maillots du FK Austria Vienne et de l'équipe d'Autriche.

## Biographie

### Jeunesse

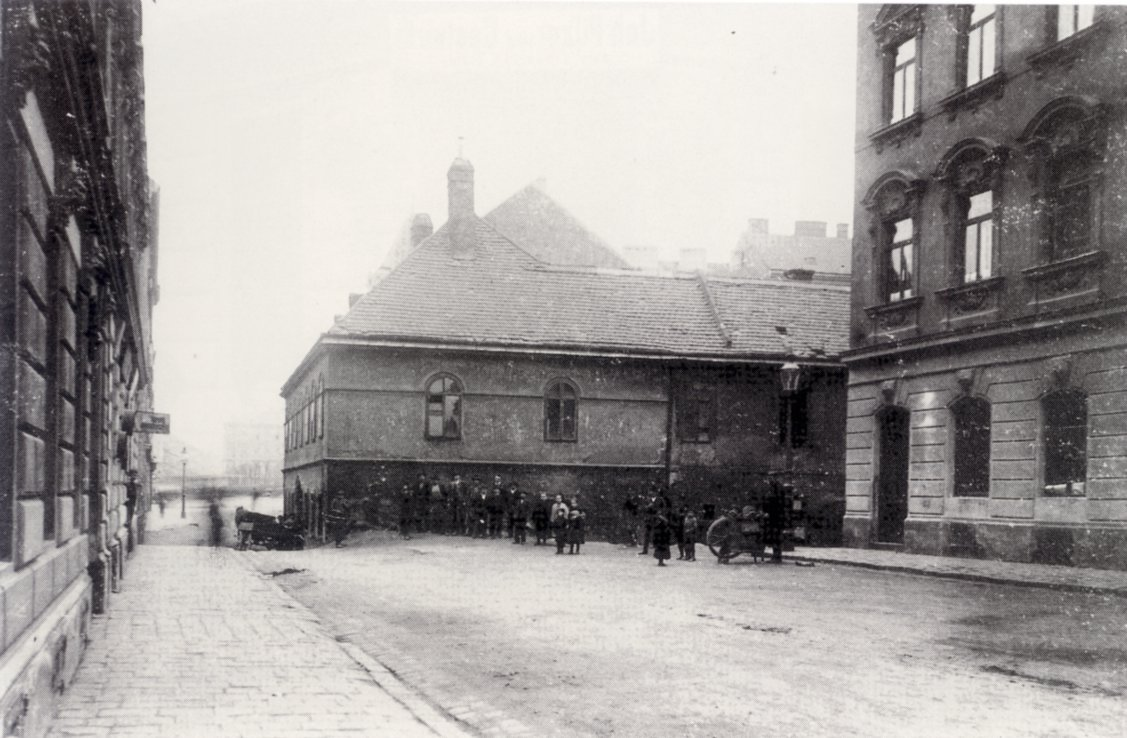
Favoriten, quartier dans lequel Sindelar grandit, dans les années 1900.

Matěj Šindelář naît le 10 février 1903 à Kozlau bei Iglau, dans une modeste famille de Moravie, partie de l'actuelle Tchéquie. La famille du jeune Matěj, qui voit son prénom germanisé en Matthias, déménage à Vienne, capitale de l'Autriche-Hongrie, dans le quartier ouvrier de Favoriten. Avec ses copains, pour la plupart des émigrés de Bohême et Moravie, Matthias apprend le football dans la rue.
Le père de Matthias Sindelar, Jan, est maçon ; sa mère, Marie, est lavandière. En 1917 Jan est tué sur le front italien, lors de la Première Guerre mondiale, laissant une veuve et quatre orphelins, Matthias et ses trois sœurs. Ce dernier continue à grandir avec le football dans les quartiers défavorisés de Vienne.
Toujours amateur de football, Matthias Sindelar devient, après la mort de son père, apprenti mécanicien, ou serrurier selon les sources. Il exerce plusieurs petits métiers, comme par exemple vendeur d'articles de sport.

### Carrière professionnelle

#### Débuts auHertha Vienne(1918-1924)
À l'âge de quinze ans, déjà considéré comme « un excellent dribbleur et finisseur », il est repéré par un recruteur de l'ASV Hertha Vienne, qui l'engage en 1918 dans ses équipes de jeunes. Peu à peu, le football et les entraînements prennent une plus grande place au sein de la vie de l'Autrichien, qui rejoint l'équipe première au début des années 1920,,,. Sous le maillot bleu et blanc du Hertha, Sindelar parvient à compenser son physique assez frêle, ressemblant à celui d'un enfant (alors 60 kg), par sa technique de haut niveau, lui permettant, selon des experts, « d’esquiver et dribbler à volonté ses opposants, et de se faufiler avec une facilité déconcertante au sein des défenses adverses »,. Ce sont ces caractéristiques qui lui font obtenir le surnom de « der Papierene » (« l'homme de papier »).
Sindelar concrétise rapidement les espoirs placés par les dirigeants du Hertha Vienne, marquant ses premiers buts en championnat national notamment grâce à son habileté au pied, et devenant un titulaire important au sein de la formation viennoise. Alors qu'il doit subvenir à ses besoins uniquement par le football, le Viennois se blesse grièvement au genou en mai 1923, se rendant indisponible pour une durée indéterminée. Son club traverse également une grande crise économique durant cette même période, et Sindelar, ainsi que certains de ses coéquipiers, sont licenciés,.

#### Révélation auAustria Vienne(1924-1938)
Libre de tout contrat et toujours blessé, Sindelar consulte le médecin des Wiener Amateure, qui lui suggère de se faire opérer du ménisque, une opération considérée comme risquée, car elle pourrait marquer la fin de sa carrière, mais nécessaire. Guéri de sa blessure, le Viennois décide de rejoindre le club du médecin qui l'a conseillé, celui des Wiener Amateure, alors champion d'Autriche et vainqueur de la Coupe d'Autriche en titre.
Après plusieurs années passées dans le club, il rejoint le prestigieux FK Austria Vienne en 1924, qu'il mène trois fois de suite à la victoire en Coupe d'Autriche pour ses trois premières saisons au club. En 700 matchs disputés avec ce club il marque 600 buts. Malgré sa tête de bambin et son physique extrêmement chétif, Sindelar est un avant-centre selon les conceptions d'alors, très doué techniquement, doté d'une bonne finition, véritable leader et doté de dribbles efficaces. Doué d'une agilité à rompre les chevilles de ses vis-à-vis, sa capacité d'effacer le défenseur au un contre un est exceptionnelle et fait de lui l'un des meilleurs joueurs européens des années 1930[non neutre].

#### Sélection nationale
En 1926 Sindelar fait ses débuts dans l'équipe nationale d'Autriche en marquant le but vainqueur d'une victoire 2-1 contre la Tchécoslovaquie. Il fait les beaux jours de la Wunderteam autrichienne, alors considérée comme l'une des meilleures équipes du monde. Il marque ensuite deux buts dans une victoire écrasante 7-1 contre l'équipe de Suisse. Il participe à quelques succès historiques, dont un fameux 6-0 contre l'Allemagne et un 8-2 contre la Hongrie. 
En 1934 Sindelar mène l'équipe d'Autriche en demi-finale de la Coupe du monde en Italie. Blessé par le défenseur Luis Monti, l'avant-centre de la Wunderteam ne peut empêcher l’élimination de son équipe face à l'Italie le 3 juin, ni la défaite pour la troisième place face à l'Allemagne le 7 juin .

#### Fin de carrière etAnschlussspiel
Envahie par l'Allemagne nazie en mars 1938, l'Autriche devient allemande, la Wunderteam n'a plus d'existence légale. Très vite, les autorités nazies décident de marquer l'intégration par un match de football amical. Le 3 avril 1938, ce match, sorte de derby, doit sceller « les retrouvailles » des deux parties d'un même peuple en faisant se rencontrer la Mannschaft et la Wunderteam dans la fraternité du football, sous les yeux d'Hitler et des hauts dignitaires nazis. Ce match reste connu sous le nom d'Anschlussspiel, match de l'Anschluss. La Wunderteam affiche un jeu supérieur à celui de la Mannschaft, en particulier grâce à Matthias Sindelar qui marque un premier but à la soixante-dixième minute. Un second but est marqué peu après par le défenseur Karl Szestak. Cette victoire sportive est souvent présentée comme une opposition politique de Sindelar à l'Anschluss, le transformant en un symbole d'opposition au pouvoir nazi.
Par la suite, plusieurs joueurs autrichiens intègrent la Mannschaft, mais Sindelar refuse d'en faire partie, prétextant soit son âge avancé, soit une blessure ancienne de quinze ans.
Le 26 décembre 1938 il joue son dernier match avec l'Austria contre le Hertha à Berlin et marque son dernier but.

### Mort

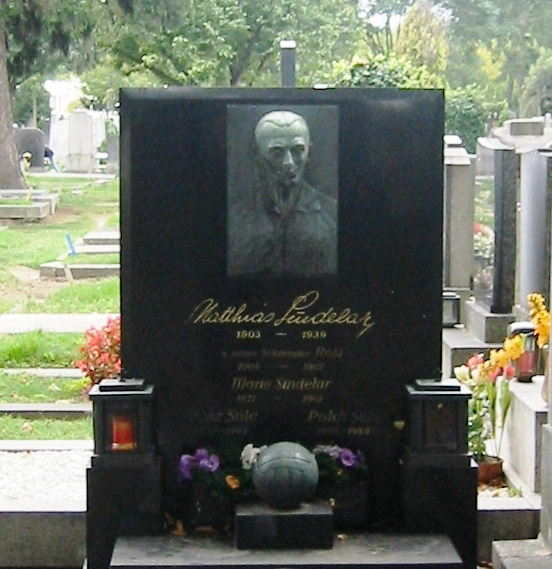
Tombe de Sindelar au Zentralfriedhof de Vienne.

Huit mois durant, il vit caché avec sa compagne juive italienne Camilla Castagnola, tous deux traqués par les nazis. La Gestapo le fiche lui et ses amis comme « sympathisant juif, tchèque et socio-démocrate ». Le 23 janvier 1939 on retrouve son corps inanimé avec celui de sa maîtresse, nus sur leur lit dans son appartement à Vienne. Officiellement, le rapport d'autopsie expédié conclut à décès accidentel par intoxication au monoxyde de carbone due à une cheminée défectueuse. Différentes thèses évoquent un suicide ou le meurtre politique organisé par la Gestapo pour son soutien au nationalisme social-démocrate pro-juif,. Une enquête policière est menée en deux jours, mais le rapport disparaît durant la Seconde Guerre mondiale et les corps sont incinérés. Plus de 30 000 personnes accompagnent la dépouille de Matthias Sindelar dans les rues de Vienne le jour de ses funérailles.
À l'anniversaire de sa mort, le 23 janvier et ce depuis 1939, des joueurs de football anciens et actuels se rassemblent sur sa tombe au cimetière central de Vienne, en mémoire du plus grand joueur autrichien.

## Style de jeu
Matthias Sindelar est un attaquant, jouant au poste d'avant-centre. Avec la Wunderteam il se montre comme l'un des éléments clés de cette formation évoluant en 2-3-5. Il donne, selon les spécialistes comme Paul Dietschy, « une telle fluidité au système » autrichien qu'il était surnommé le « tourbillon viennois ». Même si la Wunderteam manque régulièrement d'efficacité, cela est compensé par Sindelar, son habileté technique et sa vision de jeu. Sindelar est surnommé « der Papierene » (l'« homme de papier »), en raison de son physique, à première vue extrêmement chétif, mais aussi de sa facilité à se faufiler sur les terrains de football entre les défenseurs tel une feuille de papier. Dans les années 1930 il est surnommé « Mozart du football » par la presse, parce que Sindelar et son équipe « ne faisaient pas de fausse note ».

## Notoriété et postérité

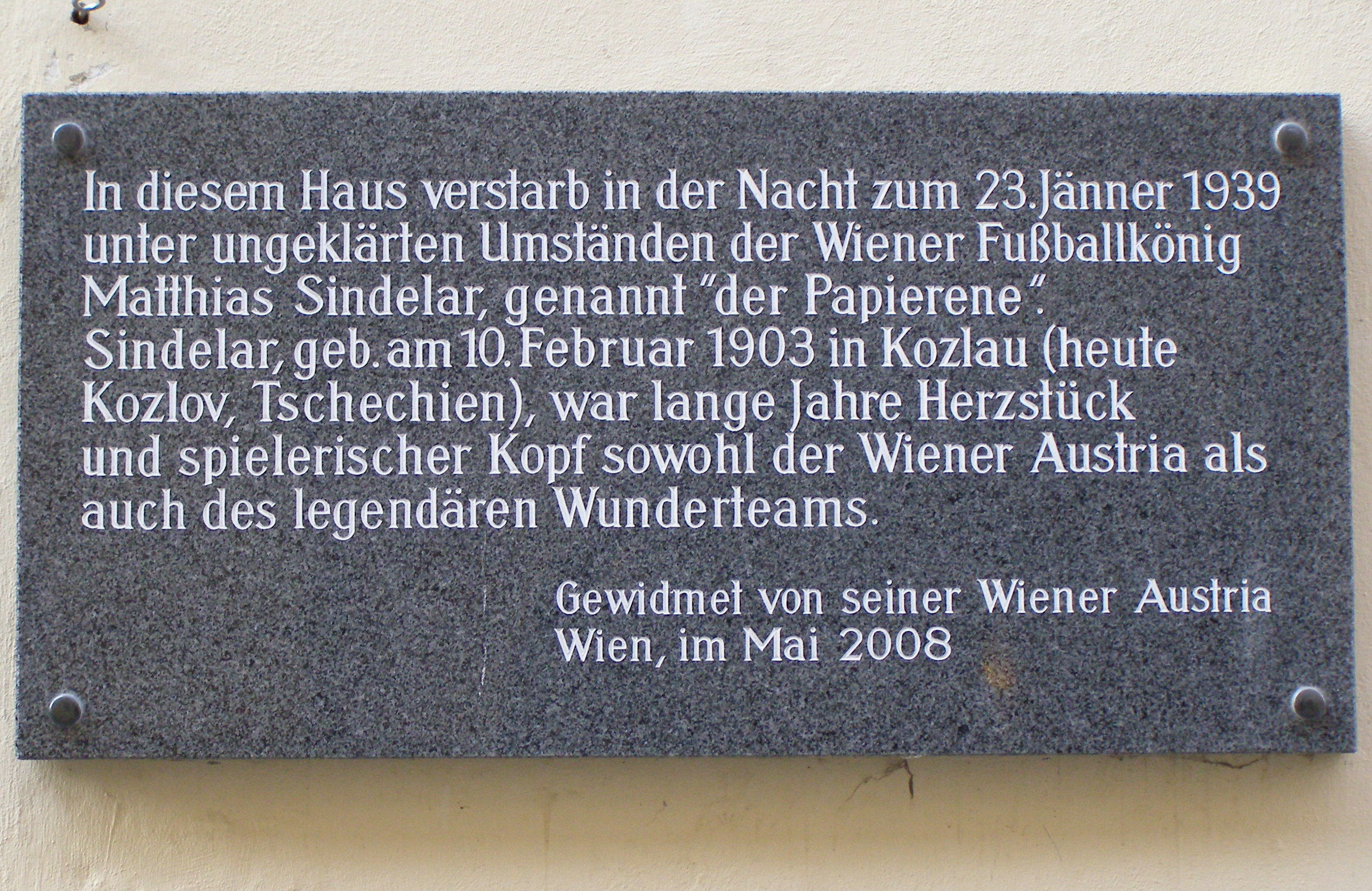
Plaque commémorative de Matthias Sindelar au 3 de la rue Annagasse à Vienne.

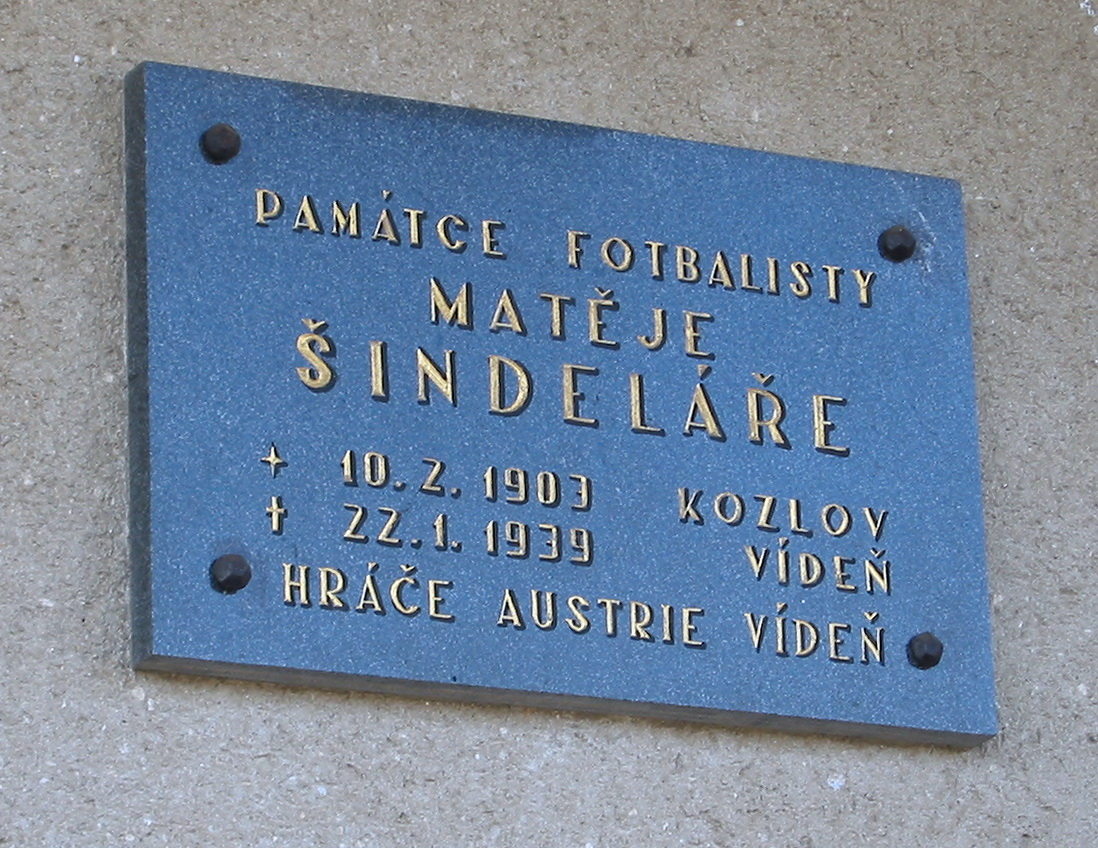
Plaque de Matthias Sindelar à Kozlau bei Iglau, son village natal.

En raison de son enfance dans les quartiers défavorisés de Vienne, Matthias Sindelar s'impose peu à peu comme une star et un exemple pour les classes ouvrières. La célébrité de ce joueur n'est pas seulement autrichienne mais également internationale. 
Il a trois surnoms, le « tourbillon viennois », « der Papierene » (l'« homme de papier ») et le « Mozart du football »,. Après l'Anschluss, la résistance de Sindelar face aux autorités nazies est saluée par les militants d'une Autriche libre. Icône du football et du sport autrichiens, Sindelar est une star à Vienne, réalisant de nombreuses publicités et jouant son propre rôle dans le film Roxy und ihr Wunderteam de 1937,. 
L'écrivain autrichien Friedrich Torberg lui consacre un poème Auf den Tod eines Fußballers (À propos de la mort d'un footballeur). Le poème laisse entendre qu'il se suicida à cause de l'annexion de l'Autriche par l'Allemagne nazie en 1938.
Il est le héros du roman biographique L’homme qui n’est jamais mort d’Olivier Margot.
Une rue de Vienne porte son nom dans son quartier des Favoriten.
La tribune principale du Stade Franz-Horr, enceinte du FK Austria Vienne, est nommée « Matthias Sindelar », joueur emblématique de ce club,.
L'IFFHS place Matthias Sindelar à la 22e place de son classement de « Meilleur joueur du XXe siècle » au niveau mondial, 13e au niveau européen, et le nomme « Joueur autrichien du siècle ». Lors de l'élection des 100 plus grands joueurs du XXe siècle par le magazine World Soccer, Matthias Sindelar finit aux portes du top 100.
Le périodique sportif italien Guerin Sportivo a également réalisé un classement semblable, et place Matthias Sindelar à la 17e place des meilleurs footballeurs du XXe siècle.

## Palmarès et records

### International
- 43 sélections et 27 buts pour l'équipe nationale d'Autriche.
- Demi-finaliste de la Coupe du monde 1934 avec l'Autriche.
- Vainqueur de la Coupe internationale 1932 avec l'Autriche.
- Vainqueur de la Coupe Mitropa en 1933 et en 1936 avec le FK Austria.
- Demi-finaliste de la Coupe Mitropa en 1935 et en 1937 avec FK Austria.

### National
- Champion d'Autriche 1924 et 1926 avec l'Austria Vienne.
- Vainqueur de la Coupe d'Autriche 1924, 1925, 1926, 1933, 1935 et 1936 avec l'Austria Vienne.

### Distinctions
- Sportif autrichien du XXe siècle[réf. nécessaire].
- Joueur le plus capé de l'Austria Vienne (703)
- Meilleur buteur de l'Austria Vienne (600)
- Meilleur buteur de la Coupe Mitropa 1933 (5 buts).